# 1874 na ciência

## Nascimentos
| Data | Nome | Profissão | Nacionalidade | Observações | Ref |
| ---- | ---- | --------- | ------------- | ----------- | --- |

## Mortes
| Data           | Nome                    | Profissão             | Nacionalidade         | Observações                    | Ref   |
| -------------- | ----------------------- | --------------------- | --------------------- | ------------------------------ | ----- |
| 24 de abril    | John Phillips           | geólogo e naturalista | Reino da Grã-Bretanha | n. 1800 Medalha Wollaston 1845 | [ 1 ] |
| 21 de setembro | Léonce Élie de Beaumont | geólogo               | França                | n. 1798 Medalha Wollaston 1843 | [ 1 ] |

## Prémios
Medalha Copley
- Louis Pasteur[2]